# Новожилы (Спас-Талицкое сельское поселение)
Новожилы — опустевшая деревня в Оричевском районе Кировской области в составе Спас-Талицкого сельского поселения.

## География
Расположена на расстоянии примерно 2 км на северо-восток от райцентра поселка  Оричи.

## История
Известна с 1802 года как починок Севастьяна Помаскина с 19 дворами. В 1905 году здесь (починок Севастьяна Помаскина илши Новожилы) дворов 5 и жителей 29, в 1926 (деревня Новожилы или Помаскина Севастьяна) 6 и 26, в 1950 7 и 25, в 1989 оставалось 2 постоянных жителя. Настоящее название утвердилось с 1939 года. 

## Население
Постоянное население не было учтено как в 2002 году, так и в 2010.